# Milan Zver
Milan  Zver, né le 25 mai 1962 à Ljubljana, est une personnalité politique slovène, ancien ministre de l'Éducation et des Sports de son pays de 2004 à 2008 et membre du Parlement européen depuis 2009.

## Publications
- Koncepcija demokracije pri Slovenskih socialistih med obema vojnama (Les Conceptions de la démocratie parmi les socialistes slovènes durant l'entre-deux-guerres), Ljubljana, 1988.
- In dan bo sijal: politične razprave (Et le jour brillera : Essais politiques), Ljubljana, 1996.
- Sto let socialdemokracije na Slovenskem (Cent ans de social-démocratie dans les territoires slovènes), Ljubljana, 1996.
- Demokracija v klasični slovenski politični misli (La Notion de démocratie  dans la pensée politique slovène classique), Ljubljana, 2002.
- (comme directeur) Pučnikova znanstvena in politična misel (La Pensée scientifique et politique de Jože Pučnik), Ljubljana, 2004.